# Эффект вытеснения
Эффект вытеснения (англ. crowding out) — эффект стимулирующей фискальной политики государства. Увеличивая размеры государственных расходов, правительство выходит на денежный рынок, чтобы профинансировать бюджетный дефицит. Рост спроса на деньги на финансовом рынке приводит к росту цены этих денег — то есть к росту процентной ставки, что неизбежно снизит спрос на инвестиции в реальном секторе экономики. Таким образом, увеличение государственных расходов, в том числе государственных инвестиций, приводит к вытеснению частных инвестиций.

## Определение
Эффект вытеснения — эффект стимулирующей фискальной политики государства. Увеличивая размеры государственных расходов, правительство выходит на денежный рынок, чтобы профинансировать бюджетный дефицит. Рост спроса на деньги на финансовом рынке приводит к росту цены этих денег — то есть к росту процентной ставки, что неизбежно снизит спрос на инвестиции в реальный сектор экономики. Таким образом, увеличение государственных расходов, в том числе государственных инвестиций, значительно снижает возможности частного инвестирования. Эффект, при котором государственные расходы не могут увеличить общий совокупный спрос, потому что более высокие государственные расходы вызывают эквивалентное падение расходов и инвестиций частного сектора. Если государственные расходы увеличиваются, то они финансируются за счет увеличения налогов, происходит увеличение государственных заимствований.